# Fredrik Isaksson
Fredrik Isaksson (ur. 1971 w Sztokholmie), znany również pod pseudonimami "Fredda" lub "Flap" – szwedzki muzyk, kompozytor i instrumentalista, basista. Fredrik Isaksson znany jest przede wszystkim z występów w zespole Grave, którego był członkiem w latach 2001–2010. Był także członkiem takich grup jak Therion i Excruciate. Od 2011 roku gra w thrashmetalowej formacji Denied. Muzyk gra na instrumentach firmy Warwick.

## Instrumentarium
- Warwick Vampyre SN Black[1]
- Warwick X-treme Head Amplifier[1]
- W-411 Pro and W-115 Pro Cabinets[1]

## Dyskografia
- Excruciate - Passage of Life (1993, Thrash Records)
- Therion - Lepaca Kliffoth (1995, Megarock Records)
- Grave - Back from the Grave (2002, Century Media Records)
- Grave - Fiendish Regression (2004, Century Media Records)
- Grave - As Rapture Comes (2006, Century Media Records)
- Grave - Dominion VIII (2008, Regain Records)
- Grave - Burial Ground (2010, Regain Records)